# Micropsectra albifasciata
Micropsectra albifasciata е насекомо от разред Двукрили (Diptera), семейство Хирономидни (Chironomidae). Няма подвидове.